# Вила Лемпа (Терамо)
Вила Лемпа (итал. Villa Lempa) је насеље у Италији у округу Терамо, региону Абруцо.
Према процени из 2011. у насељу је живело 1090 становника. Насеље се налази на надморској висини од 424 м.